# 我是一個賊
《我是一個賊》（英語：Legendary Couple），是一部1995年上映的香港喜劇電影，本片由敖志君執導，黃百鳴、南燕監製，任達華、邱淑貞等主演。

## 角色
| 演員               | 角色   | 粵語配音 | 備註 |
| 任達華             | 高天立 | 任達華   | 原為公司員工，後為賊人 雷芷蘭之冤家，後成為情侶及專門行劫黑道豪強的雌雄大盜 陳森之天敵 最後和雷芷蘭一起被警方亂槍射死 |
| 邱淑貞             | 雷芷蘭 | 何錦華   | 本片女主角 富商雷有才的女兒 高天立之冤家，後為情侶 最後和高天立一起被警方亂槍射死                                     |
| 尹揚明             | 陳森   | 尹揚明   | 警察 莊警官之下屬 高天立之天敵，追捕高天立時誤殺途人，嫁禍予高天立                                                    |
| 吳業光             | 雷有才 | 源家祥   | 富商，公司老闆 雷芷蘭之父 林德成、高天立之上司，後解僱高天立                                                          |
| 河國榮             | 莊警官 | 河國榮   | 警官 陳森之上司 |
| 翁世傑             | 林德成 | 潘文柏   | 公司員工 雷有才之下屬                                                                                                 |
| 南燕               | 威哥   | 周志輝   | 黑幫老大 擁有大量金錢 被高天立及雷芷蘭打劫                                                                            |
| 戴祖儀（嬰兒時期） | 嬰兒   |          | 醫院內的初生嬰兒，被高天立認為是自己兒子並抱走，與雷芷蘭一同帶著他行劫                                                |
| 苑瓊丹             | 護士   |          | |

## 發行
本片於1995年9月14至27日在香港上映共14天，票房為港幣$4,554,985。

## 評價
《壹週刊》當時的影評稱此片有成為上乘黑色喜劇的潛力，可惜處理上眼高手低。
外籍影評人John Charles給予1/10分的劣評，他認為本片是美國黑色喜劇犯罪電影《寶貝夢驚魂》（1987年）及《天生殺人狂》（1994年）的模仿之作，但在各個層面均顯得失敗。

## 備註
1. ↑  又有另一英語片名《Story of A Robber》。[3]

## 外部連結
- 香港影庫上《我是一個賊》的資料（繁體中文）
- 豆瓣电影上《我是一個賊》的資料 （简体中文）